# Целостная реконструкция архитектурных памятников
Целостная реконструкция (архитектурных памятников) — это воссоздание утраченного памятника архитектуры и его прежнего облика на том месте, где оно находилось до разрушения, на основе исследований сохранившихся данных (упоминания в письменных источниках, изображения, сохранившиеся аналогичные объекты, археологические находки, обмеры и пр.) с использованием знаний старых строительных приемов.
Вновь возведенные сооружения больше не являются памятниками архитектуры (если только не будут признаны таковыми последующими поколениями). Само по себе повторное создание утраченного древнего здания, так называемого «новодела» или «макета в натуральную величину» может быть оправдано только в редких случаях как одно из средств решения более широкой задачи:
- градостроительной реставрации (воссоздание колокольни св. Марка в Венеции);
- восстановление цельности ансамбля (строительство взорванных в 1812 г. башен Московского Кремля);
- мемориальной (воссоздание Московских триумфальных ворот)[1].

Также в соответствии с «Рижской хартией об аутентичности и исторической реконструкции по отношению к культурному наследию», которая была принята 23-24 октября 2000 г., полное восстановление объектов является подменой памятника прошлого, однако:

«§ 6. реконструкция является допустимой только в исключительных случаях, когда наследие было утрачено в результате стихийного или спровоцированного человеком бедствия, когда в истории и культуре региона памятник выделяется выдающимся художественным и символическими качествами или имеет особое значение в сохранении окружающей среды (городской или сельской)»

При условии, что:
- есть доступ к соответствующим исследованиям и историческим документам (включая иконографические, архивные и материальные свидетельства);
- реконструкция не искажает общегородской контекст или вид;
- при реконструкции объекта не будет повреждена имеющаяся историческая структура;
- реконструкция признается необходимой по итогу основательных и открытых консультаций между представителями государственной и местной администрации и заинтересованной общественности[2].

Воссоздание также несёт в себе и символическую (или политическую) функцию, как например восстановление дрезденской Фрауэнкирхе как городского символа или восстановление Нижнего замка в Вильнюсе как символа литовской государственности.
Строительство заново разрушенных памятников архитектуры допускается лишь при соблюдении ряда условий:
- здание должно быть возведено на месте его предыдущего существования;
- архитектурно-пространственная среда, композиционной частью которой являлся утраченный памятник, сохранила все свои основные элементы;
- необходимо воспроизведение именно той версии утраченного памятника, которая существовала в данном градостроительном окружении[1].

## Примеры
Одним из самых ярких примеров целостной реконструкции является Варшава (Польша), разрушенная до основания во время Второй мировой войны.
2 сентября 1980 года Старый город Варшавы был внесён в Список всемирного наследия ЮНЕСКО, как пример выдающейся реконструкции и восстановления города из пепла, так как 85 % старого города было разрушено нацистскими оккупационными силами.
Таким же выдающимся примером является и Дрезден (Германия), в частности, шедевром целостной реконструкции можно считать Фрауэнкирхе. Церковь, построенная в 1-й пол. XVI века, занимала доминирующее положение в городе. После массивной бомбардировки в 1945 г. старый город был практически полностью разрушен. Пролежав полвека в руинах, церковь восстала из пепла благодаря пожертвованиям горожан, а особая заслуга принадлежит британской общественной организации «Dresden Trust». Только в 1992 году началась расчистка руин.

В ходе восстановления применялись известные нам методы работы средневековых ремесленников, а также использовались новейшие технологии и современная техника.— Эберхард Бургер, руководитель проекта
Была разработана специальная компьютерная программа, помогающая анализировать найденные фрагменты. Она позволяла получить трёхмерное изображение каждой находки и определить её изначальное местонахождение. Так был создан точнейший план восстановления храма. Эти данные использовались и ремесленниками при реставрации сильно поврежденных фрагментов. Таким образом 44 % кладки было восстановлено из обломков, и в 2005 году церковь была торжественно открыта.